# Reinsdorf (Lutherstadt Wittenberg)
Reinsdorf ist eine Ortschaft von Lutherstadt Wittenberg im Land Sachsen-Anhalt. Zu ihr gehören die Ortsteile Braunsdorf, Dobien und Reinsdorf.

## Geografie
Reinsdorf liegt im Süden des Naturparks Fläming. Durch den Ort verläuft der Rischebach, der im weiteren Verlauf die Wittenberger Altstadt durchfließt und dann in die Elbe mündet.

## Geschichte
Reinsdorf war bis 1993 eine selbstständige Gemeinde im Kreis Wittenberg. Zu ihr gehörten die Ortsteile Dobien und Braunsdorf. Dobien war 1937, Braunsdorf 1950 eingemeindet worden. Seit der Eingemeindung nach Lutherstadt Wittenberg im Jahr 1993 verfügen die drei Ortsteile über eine gemeinsame Ortsteilverwaltung mit einem Ortschaftsrat und einem gemeinsamen Ortsbürgermeister.
Erstmals wurde der Ort im Jahr 1398 als Reymersdorf erwähnt. Der sächsische Hofmarschall Löser vergab Reinsdorf 1430 als Lehnsgut. Im Dreißigjährigen Krieg wurde der Ort vollständig zerstört.
In Reinsdorf gab es mehrere Mühlen:
- Hohe Mühle, 1330 der Kapelle zum Heiligen Kreuz in Wittenberg 1330 zinspflichtig, 1569 Universitätsmühle, ab 1813 Walkmühle der Tuchmacher
- Neumühle, vor 1573 Pulvermühle, später Mahlmühle, 1972 stillgelegt
- Teichmühle, 1835/36 erbaut, bis 1950 in Betrieb

In Reinsdorf wurde 1870 ein Braunkohletagebau eröffnet, aus dem nach seiner Stilllegung der Mummelsee entstand.
Nahe dem Ort errichtete 1894 die WASAG (Westfälisch-Anhaltische Sprengstoff AG) ein Sprengstoffwerk, das 1935 fast 8.000 Beschäftigte hatte. Hier ereignete sich 1935 ein schweres Explosionsunglück mit über 100 Todesopfern, ebenso vielen Schwerverletzten und großen Sachschäden im Werk und in den umliegenden Dörfern.

## Ortswappen bzw. Siegel (um 1900)

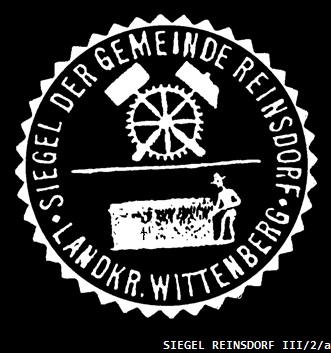

Das zweigeteilte Siegel wurde um 1900 nachweislich als Trockensiegel im Schrift- und Urkundenverkehr der Gemeinde verwendet. In der oberen Hälfte zeigt es in einem Zahnrad integriert sich kreuzenden Schlägel und Eisen. Dies wird für die hohe Bedeutung von Industrie und Bergbau für Reinsdorf gedeutet.  Seit der ersten Hälfte des 16. Jahrhunderts stehen die sich kreuzenden Werkzeuge Schlägel und Eisen als Bergmannswappen in Gebrauch. Auch in der Reinsdorfer Siegelfassung sind die Werkzeuge im Andreaskreuz angeordnet, und zwar so, wie sie der Bergmann nach der Arbeit ablegen würde: Das in der linken Hand gehaltene Eisen ist mit dem Griffholz nach links und dem Spitzeisen nach rechts ausgerichtet. In dieser Anordnung liegen die Werkzeuge griffbereit.   In der unteren Hälfte wird auf die hohe Bedeutung der Landwirtschaft hingewiesen. Ein Feldarbeiter mäht mit der Sense das Getreide. Diese heraldische Symbolik wird umgeben von der Umschrift „Siegel der Gemeinde Reinsdorf. Landkr. Wittenberg.“

## Bevölkerung
| Jahr | Reinsdorf |      | Dobien | Braunsdorf |
| ---- | --------- | ---- | ------ | ---------- |
| 1871 | 281       |      | 241    | 163        |
| 1925 | 594       |      | 743    | .          |
| 1933 | .         | 1872 | .      | 354        |
| 1939 | .         | 3119 | .      | 470        |
| 1992 | 983       |      | 1372   | 368        |
| 2010 | 864       |      | 1365   | 412        |
| 2016 | 880       |      | 1290   | 422        |

Quellen: 
Die Zunahme der Einwohnerzahl in den 1930er Jahren ist auf den starken Ausbau des Sprengstoffwerks der WASAG zurückzuführen.

## Sehenswürdigkeiten
Siehe: Liste der Kulturdenkmale in Lutherstadt Wittenberg

## Wirtschaft und Infrastruktur

### Wirtschaft
Das Werk Wittenberg der Feldbinder Spezialfahrzeugwerke GmbH produziert Tank- und Silofahrzeuge auf einer Fläche von 28.000 m² überkranter Produktionsanlagen. Vorgängerbetrieb war der VEB Apparate- und Rohrleitungsbau (später VEB Apparate- und Chemieanlagenbau-ACA). In diesem Werk waren seit Ende der 1920er-Jahre Druckbehälter für die chemische Industrie und die Eisenbahn in Edelstahl und Aluminium gefertigt worden.
Seit 1953 bestand in Reinsdorf die Reinsdorfer Wurst- und Fleischkonservenfabrik Ernst Dexheimer (später VEB Fleischkonserven Reinsdorf). Seit 1990 produziert hier die Reinsdorfer Fleisch- und Wurstwarenmanufaktur GmbH.

### Verkehr
Reinsdorf liegt unmittelbar westlich der Landesstraße L 124 zwischen Lutherstadt Wittenberg und Straach.
Der Ort lag mit den Haltepunkten Reinsdorf (bei Lutherstadt Wittenberg) und Reinsdorf-Braunsdorf an der Bahnstrecke Lutherstadt Wittenberg–Straach, die 1911 eröffnet und auf der der Personenverkehr 1959 eingestellt wurde.

### Sport
Reinsdorf verfügt über ein Strandbad, das 1934 aus einer Quarzsandgrube entstand, die sich nach Ende des Abbaus mit Grundwasser füllte.
Der SV Reinsdorf wurde 1952 gegründet. Seine erste Männermannschaft spielt in der Kreisoberliga Wittenberg (Saison 2022/23).

### Bildung
In Reinsdorf befinden sich die Grundschule „Heinrich Heine“ und die Sekundarschule „Heinrich Heine“.

## Persönlichkeiten
- Wilhelm Landmann (1869–1945), Generaldirektor der WASAG, Betriebsleiter in Reinsdorf
- Ilse Neumann (1890–nach 1933), Lehrerin, Politikerin (DNVP) und Mitglied des Preußischen Landtags, in Dobien geboren
- Rosemarie Hajek (* 1951), Politikerin (SPD), Mitglied des Landtags von Sachsen-Anhalt 1990–2006, in Reinsdorf geboren